# Lieferqualität
Die Lieferqualität ist die Lieferantenbewertung einer Lieferungs-Dienstleistung. Historisch wurde dies auch Lieferservice genannt, englisch customer service.

## Allgemeines
Die Qualität der Lieferung wird durch die Komponenten Lieferzeit, Lieferbereitschaft und Lieferzuverlässigkeit gemeinsam gekennzeichnet. Zuweilen wird auch die Lieferflexibilität einbezogen. Die Lieferqualität ist das Ergebnis der Absatzlogistik und kann mit dem Servicelevel gemessen werden.

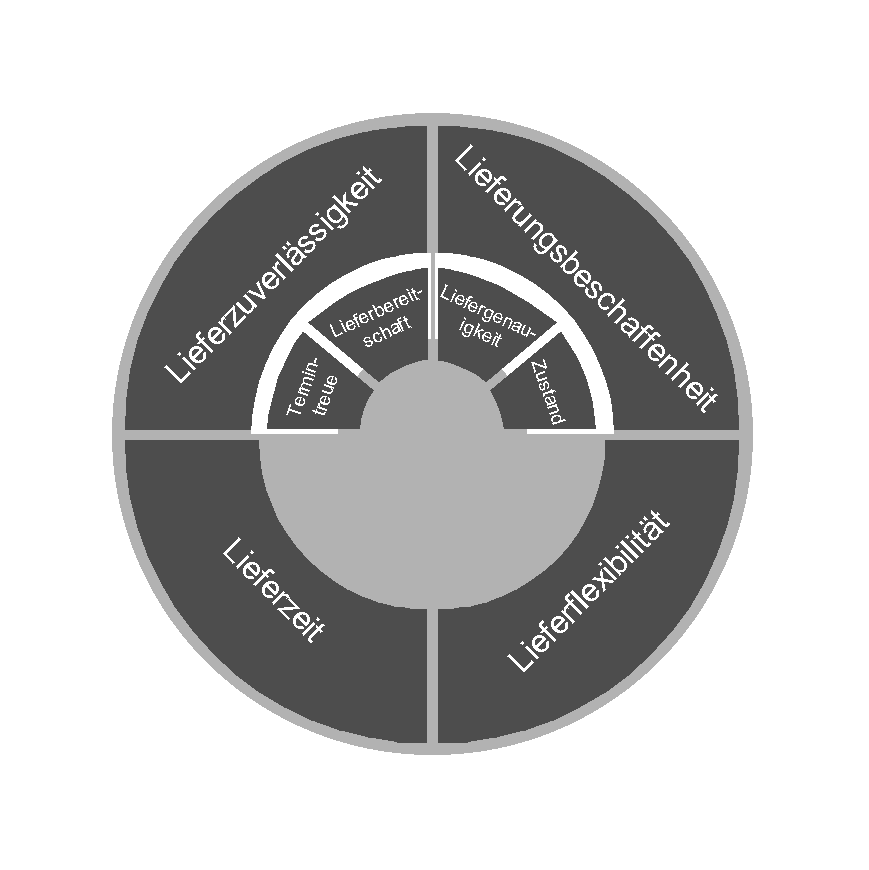
Elemente des Lieferservice

## Ermittlung
Die betriebswirtschaftliche Kennzahl Lieferservice beschreibt dabei die Erfüllung der Kundenanforderungen an eine Lieferung. Qualität und Beschaffenheit lässt sich anhand folgender Kennzahlen ermitteln:
Lieferzeit
Die Lieferzeit beschreibt die Zeit zwischen Übermittlung eines Auftrags vom Kunden zum Lieferanten und Ankunft der bestellten Ware beim Abnehmer. Alternativ bis zur Übergabe an den Versanddienstleister.
Lieferzuverlässigkeit
gibt an, ob der zugesagte Liefertermin eingehalten werden kann. Neben der Termintreue, also der Übereinstimmung zwischen Kundenwunschtermin und realisiertem Liefertermin, enthält die Lieferzuverlässigkeit auch eine Aussage zum Lieferbereitschaftsgrad eines Distributionssystems. Sie drückt die Wahrscheinlichkeit aus, mit der eine Bestellung oder ein Kundenauftrag aus dem Lagerbestand bedient werden kann.
Lieferungsbeschaffenheit
dazu zählt man den Zustand der Lieferung und die Liefergenauigkeit, das heißt die Genauigkeit hinsichtlich Art und Menge der bestellten Artikel einer Lieferung.
Lieferflexibilität
die Flexibilität eines Distributionssystems hängt ab von den festgelegten Auftrags- und Liefermodalitäten, vom Informationsaustausch und – beim Business-to-Business – von der Kompatibilität der Logistiksysteme der Vertragspartner.
Diese Kennzahlen werden häufig unter den Begriffen Lieferservice, Liefertreue, Servicelevel oder auch „perfekte Auftragserfüllung“ (englisch perfect order fulfillment) zusammengefasst. Im Supply-Chain-Management ist zudem die Kennzahl Vollständige und rechtzeitige Lieferung (VRL bzw. englisch OTIF oder DIFOT) zur Messung des Lieferservices etabliert.